# 六本木五丁目西地区
六本木五丁目西地区（ろっぽんぎごちょうめにしちく）は東京都港区の再開発地区。デベロッパーは森ビルと住友不動産。この再開発は「安全安心で緑豊かな丘陵都市」を主なコンセプトに掲げているという。

## 概要
2023年に開業した『麻布台ヒルズ』や、2023年に完成した『虎ノ門ヒルズ』に続くプロジェクトとされ、森ビル社長の辻慎吾は「見たことのないような街」になると力を込めている。また、この地区は、六本木ヒルズと麻布台ヒルズの間に位置しているため、森ビルでは2つの施設との相乗効果を期待しているという。その為、森ビルの特任執行役員の家田玲子は「既存のヒルズと一体的に活用し、唯一無二の街をつくりたい」と意気込みを示している。
なお、この再開発の総事業費は、建築資材の価格の高騰などを理由におよそ8000億円規模になる見通し。これは、日本国内の再開発事業の事業費では過去最大級となった。また、この再開発によって、周辺の再開発との相乗効果で、東京駅周辺のいわゆる「大丸有」地区に肩を並べる東京都心の中核エリアへの発展が期待されるという。
都市政策が専門の明治大学名誉教授の市川宏雄は「六本木ヒルズや東京ミッドタウンなど新しい施設のおかげで街の知名度は高まったが、六本木駅のそばは雑然としたままだった。今回の再開発によって、知名度にふさわしい街並みに生まれ変わる」としている。

## 特徴と課題
この地区の特徴は、補助線街路第4号線や環状第3号線などの幹線道路に面しており、東京地下鉄・都営地下鉄の六本木駅にも面している交通の利便性が高い地区となっている。その一方で、六本木交差点の近くにある細い通りには、雑居ビルがあるが、空き店舗が目立っている。
都市再生緊急整備地域における地域整備方針として、「六本木地域に国際性豊かな交流ゾーン」を形成することを目標に位置付けており、東京都が策定しているマスタープランにおいては、「業務、商業、居住、教育、文化、国際交流などの多様な機能の集積」に加え、「文化会館や庭園などの資源を活かした市街地の更新を目指す」ことを掲げている。また、東京都港区のまちづくりマスタープランにおいては、この六本木駅周辺において、「都市機能が集積する拠点」として位置付けて、その整備方針を「地下鉄駅などの交通結節機能の強化」・「文化性や国際性の豊かな商業・業務・交流機能の集積の促進」・「外国人を含めた多様な人々のニーズに対応した居住、文化、教育などの生活環境の整備」の3つに定めている。
その一方で、この地区の従前の課題は、「六本木駅周辺の公共交通施設」として、「六本木駅及び交差点周辺に十分な滞留空間がない」・「日比谷線、大江戸線の駅間の連絡通路が階段、エスカレーターのみ（バリアフリー非対応）」・「各種公共交通の乗降場が点在しており、乗換利便性が低い」ことを挙げた。また、「歩行者環境」として、「地区の東西を連絡する歩行者ネットワークの欠如」・「高低差のある地形により、急勾配道路となっている歩行者空間」を挙げた。さらに、「自動車交通環境」として、「外苑東通りと環状第3号線間を行きかう通過交通が特別区道第849号線へ流入」・「六本木五丁目交差点における右折車線の容量不足」・「新一の橋交差点における右折車線の容量不足」を挙げた。そして、防災面では、細い街路や行き止まりの道路があると共に、緊急輸送道路沿いには、多数の旧耐震基準の建物が残っているほか、土砂災害特別警戒区域が広い範囲で指定されているといった課題がある。

## 経緯
そもそもは、2005年にこの地区の中に土地を複数所有している川崎定徳が、土地の有効活用をめぐって森ビルに協力を打診したという。
そして、「繁華街の中に小学校があるのは良くない」といった声が上がり、この地区を安心な街を目指すことを目的に、2006年10月に森ビルを事務局とする鳥居坂西地区安全安心まちづくり協議会が発足した。当初の活動としては、防犯活動などを行っていたが、抜本的な解決策として、「長期的な街づくり」が必要という機運が高まったという。実際のところ、建築家の安藤忠雄を招いて講演会を開いたりして、街づくりの方向性について助言を行っていた。まちづくり協議会では、将来ビジョンとして、「安心安全のモデル都市」「緑に囲まれた丘陵都市」「歴史資源を活用した国際文教都市」が挙がったという。
それがきっかけとなって、協議会が設立して1年半後の2008年3月に六本木五丁目西地区市街地再開発準備組合が設立された。この市街地再開発準備組合には、東洋英和学院、国際文化会館、ロアビルの各代表者が発起人となって、およそ7割の地権者が参加しているという。また、この地区の大規模な地権者として、鳥居坂分館を持っている日本銀行や、駐車場などを所有している川崎定徳、それに、グラウンド跡地を持っている港区が名を連ねている。
2011年に東日本大震災が発生し、再開発計画に遅れが生じたが、2011年末に、新たにこの再開発準備組合の事業受託者として住友不動産が参加し、当初は、2012年秋に向けてこの再開発の基本計画の修正案の策定に入っていた。
その間、2012年9月に住友不動産が六本木ブルーシアターの土地の一部を、所有していた麻布鳥居坂インベストメントから取得し、さらに、2013年6月頃には、区域内にある港区の区有地を森ビルと住友不動産が港区との用地交換を通じ、持分50％ずつで両社が取得した。
しかし、その策定時期が、2013年の夏、さらに、2014年の秋に変更され、ようやく、2014年7月に基本計画の修正案が策定され、これに基づき、再開発事業が進められていたが、震災の復興に加えて、オリンピック特需も重なって、当初の施設の計画の変更が必要となった為、2015年の秋に向け新たな基本計画案が検討されることになったが、2016年の秋に先延ばしとなり、さらに、2018年末、2019年前半にそれぞれ先延ばしとなった。
その間、2018年6月に公布された東京23区にある大学の定員抑制の法律が政令が制定されたことを受け、施設変更が検討され、ようやく、2019年11月に、新たな基本計画が策定された。これについては、当初、東洋英和女学院大学を六本木地区に移転されることを前提にこの再開発を検討していたが、前述したように、東京23区にある大学の定員抑制の法律が政令が制定されたことによって、この東洋英和女学院大学の移転が難しくなったことに伴い、大学の移転は実施しないことになった。しかしながら、この再開発の実現については、「再開発対象地域に所在する東洋英和幼稚園、小学部をはじめとする六本木校地各部の教育環境の改善・向上につながるとの判断の下、当地域における学院と地域社会との密接な関係等も考慮」して、東洋英和女学院としては、再開発の事業に参画することにしている。
その後、コロナ禍の影響で、都市計画の素案の策定が遅れたが、2020年度には「モデル権利変換計画」が策定され、2021年度には、基本設計業務を進めると共に、国際文化会館の土地においては地盤の調査に加え、擁壁の強度がどのくらいあるのか調査が実施された。2022年の4月から6月にかけて、全ての街区の基本設計が行われた。2022年の秋に都市計画の素案が共有され、その都市計画の手続への同意の取得が行われた。2023年6月に近隣の住民を対象にして、説明会が行われると共に、国際文化会館内では、樹木の調査が行われた。
2023年の夏に、森ビルと住友不動産は、東京都などに対し、都市計画の案を提出した。そして、2024年4月8日に、この「六本木五丁目西地区第一種市街地再開発事業」の都市計画が決定された。その後、事務所棟の街区と高層住宅棟の街区では、施設建築物や都市基盤整備に関係する実施設計を始めると共に、建物などの現況調査と環境アセスメント、それに、地上測量などの各種調査が行われた。
森ビル社長の辻慎吾は、2025年の年頭所感で、この六本木五丁目西地区のこの時点での進捗状況について「非常に難しいプロジェクトであるうえ、工事費や工期などの見極めも難しくなっている」としながらも、「権利者の合意形成を進めながら、事業計画の中身を一つひとつ細部まで詰め切っていく」と意欲を示している。

## 整備の概要
2023年6月24日に六本木五丁目西地区市街地再開発準備組合が公開した説明動画によれば、六本木五丁目西地区のおよそ8ヘクタールの区域を5つの街区に分けて、隣接する六本木ヒルズの総延べ面積であるおよそ76万㎡を上回るおよそ108万㎡の総延べ面積で一連の施設群の整備を行う。敷地の北は外苑東通り、南は都道環状3号にそれぞれ接している。この再開発地区の来訪者は一日当たりおよそ6万人を見込む。
なお、ある不動産関係者によれば、「森ビルがこれまで手掛けてきた再開発の中でも最も大きなものになる」と述べている。
このうち、A-1街区はビルの高さが327メートルで、地下8階・地上66階建てとなり、その低層部には、商業施設やMICE施設を整備し、最高層部に展望施設・文化施設、それに、ホテルを設け、その間にオフィスを設ける。これについて、森ビル社長の辻慎吾は「六本木ヒルズより約100メートル高い最上階を展望台にすることを考えている」と話している。このA-1街区の延べ面積はおよそ79万4500㎡となる。また、A-2街区には寺院、A-3街区には教会が整備される。もし、完成したら、A-1街区の高さは日本一となり、麻布台ヒルズにある森JPタワーとほぼ同じ高さになるという。
また、A街区に「六本木の特性を活かした文化・交流（MICE)・宿泊機能等の整備」として、「国際会議など大規模イベントの開催も可能な六本木エリアで最大級のイベントホール（約2,000㎡）と大規模イベント時に分科会会場や控室としても利用可能な中小規模のホールを、一体的な利用が可能となるよう同フロアに整備」するという。
さらに、A街区は六本木交差点と東京メトロ六本木駅に面しているため、この街区に災害が発生した際の帰宅困難者のための滞留空間や歩行者のための接続道路を設置し、それに、地下1階から地上2階にわたって「開放的な駅まち広場」に加え、バス・タクシーの乗降場を集めた「交通結節広場」をそれぞれ設置する。
B街区では、地下5階・地上70階建てで288メートルの高さになる共同住宅を建設する。このB街区の延べ面積はおよそ23万9100㎡で、外国人就業者・居住者に対応した「国際基準の住宅」となる。具体的には、「高度人材の呼び込みを推進するため、六本木に国際水準の居住機能（約96,000㎡）を整備」して、「コンシェルジュ機能を持った24時間バイリンガルフロントサービスやドアマン、ポーターサービス、フィットネスジム、ハウスキーピングなど、国際水準の生活支援サービスを提供」するという。
C街区では、学校（東洋英和幼稚園、東洋英和女学院小学部）などを整備し、D街区では、国の登録有形文化財に登録されている「国際文化会館」を保全し、E街区では、共同住宅や店舗がテナントとなる施設を整備するという。
なお、D街区にあたる「国際文化会館」に関しては、敷地の大部分が再開発となるため、本館を除く西館と別館については解体されることが決定しており、その再開発に合わせて、本館と庭園の維持に努めながらも、新しい西館の建設と本館の内装の改修工事を行うという。
また、A-1街区からB街区の低層部の屋上には、巨大な人工地盤を設け、そこに高木を植えこんで、計画地の周辺の道路からアクセスしやすい、およそ1万6000㎡の「立体的な屋上庭園」を整備する。つまり、327メートルのA-1街区と288メートルのB街区を森林で囲むという。具体的には、「広大な敷地を一体的に緑で覆う立体的な屋上庭園（約16,000㎡）の整備により、国際文化会館の庭園（旧岩崎邸庭園）と連なる、緑豊かでまとまったオープンスペースを創出」して、「六本木交差点や外周道路からの接続に加え、東西・南北の貫通通路とも接続した良好なアクセス環境により、地域に開かれた憩いや交流の場として活用」するという。これについて、森ビル社長の辻慎吾は「都心に森を造る」と述べた。
なお、先ほどのある不動産関係者によれば、A-1地区、B地区の建物についてはいずれも日本一の高さになるという。特に、A-1街区が完成した場合、2023年7月に竣工した麻布台ヒルズ森JPタワーの高さに迫ることになる。
また、再開発区域内にある東洋英和幼稚園および東洋英和女学院小学部は残るものの、今回の再開発によって建て替えとなる。また、東洋英和女学院に隣接しているため、ビーイング鳥居坂ビルが、解体されることになった。
それに、日本銀行が所有する「鳥居坂分館」がこの再開発のため、2025年度にも現在の形での運用を終了するが、日本銀行もこの再開発の地権者として、土地権利変換に合意した模様で、この再開発の区域内に同じような機能を持つ施設を持つ可能性があるという。
なお、森ビルの広報室によれば、「近隣住民の方を対象に説明したもので、計画は対外的には明らかにしていません」と述べるにとどまっている。

### 工事の過程
工事の日程は、2025年度から2030年度のおよそ60か月で、まず、7つの街区すべてにおいて、1年目に準備工事と既存建物の解体工事に取り掛かる。
特に、A-1街区では、15か月目ごろから地下掘削工事と躯体工事に入り、36か月目ごろから地上躯体工事に着手する。A街区の既存建物の解体には、1年程度かかる見通しで、山留め工事と横真柱工事、それに、地下掘削・躯体工事に42か月目ごろまでを充て、それに、地下躯体工事と並行して、36か月目に地上躯体工事に着手。B街区においては、9か月ごろまで、既存建物の解体を完了して、48か月ごろまでは地下掘削工事と躯体工事に充て、A-1街区と同じく36か月目に、地上躯体工事に着手する。また、A-1街区とB街区では、「逆打ち工法」という手法で地下工事と地上工事を同時に進め、工期の短縮につなげる。
残る街区では、南住宅棟のE街区で、既存建物の解体は9か月ごろまで完了して、30か月ごろまで地下掘削工事を完了して、その後は地上躯体工事に着手して、42か月ごろの工事の完了を見込んでいる。